# Diboll
Diboll é uma cidade localizada no estado norte-americano do Texas, no Condado de Angelina.

## Demografia
Segundo o censo norte-americano de 2000, a sua população era de 5470 habitantes.
Em 2006, foi estimada uma população de 5501, um aumento de 31 (0.6%).

## Geografia
De acordo com o United States Census Bureau tem uma área de
12,5 km², dos quais 12,4 km² cobertos por terra e 0,1 km² cobertos por água. Diboll localiza-se a aproximadamente 59 m acima do nível do mar.

## Localidades na vizinhança
O diagrama seguinte representa as localidades num raio de 24 km ao redor de Diboll.